# Mazatecochco de José María Morelos
Mazatecochco de José María Morelos là một đô thị thuộc bang Tlaxcala, México. Năm 2005, dân số của đô thị này là 8573 người.